# مستقبلة كاسحة (علم الغدد الصم)
المستقبلات الكاسحة (بالإنجليزية: Scavenger receptors)‏ في علم الغدد الصم هي مستقبلات غشائيَّة غير نشطة، ترتبط بهرموناتٍ معينة مثل عامل النمو شبيه الإنسولين-1 (IGF-1) وعامل النمو شبيه الإنسولين-2 [الإنجليزية] (IGF-2)، وعلى الرغم من ارتباطها بهذه الهرمونات، إلا أنها لا تُحدث أي استجابة داخل الخلايا.